# Komet Harrington
Komet Harrington  (uradna oznaka je 51P/Harrington) je periodični komet z obhodno dobo približno 7,1 let. Komet pripada Jupitrovi družini kometov.

## Odkritje
Komet je odkril 14. avgusta 1953 ameriški astronom Robert George Harrington. 

## Značilnosti
Premer jedra kometa je 4,8 km.